# Грегоріо Беніто
Грегоріо «Гойо» Беніто (ісп. Gregorio "Goyo" Benito, 31 жовтня 1946, Ель-Пуенте-дель-Арсобіспо — 2 квітня 2020, Мадрид) — іспанський футболіст, що грав на позиції центрального захисника за «Реал Мадрид» і національну збірну Іспанії.
Шестиразовий чемпіон Іспанії. П'ятиразовий володар Кубка Іспанії.

## Клубна кар'єра
Свій перший контракт уклав 1965 року з клубом «Реал Мадрид», проте у дорослому футболі дебютував лише наступного року, приєднавшись на умовах оренди до  «Райо Вальєкано».
Відігравши два сезони за «Райо» в Сегунді, 1968 року повернувся до «Реала». Протягом року грав за «дубль», а в сезоні 1969/70 дебютував в основній команді «вершкових». Швидко став одним з основних центральних захисників команди і захищав її кольори протягом наступних тринадцяти сезонів, протягом яких взяв участь у 420 офіційних іграх, шість разів виборював титул чемпіона Іспанії, п'ять разів ставав володарем Кубка Іспанії. Завершив професійну кар'єру футболіста у 1982 році.

## Виступи за збірну
1968 року у складі олімпійської збірної Іспанії був учасником футбольного турніру на тогорічних Олімпійських іграх.
1971 року дебютував в офіційних матчах у складі національної збірної Іспанії. Протягом кар'єри у національній команді, яка тривала 8 років, провів у її формі 22 матчі.

## Смерть
Останні роки життя страждав на хворобу Альцгеймера. Мешкав у будинку для людей похилого віку в Мадриді, який став одним з осередків спалаху коронавірусної хвороби 2019 року. Помер 2 квітня 2020 року на 74-му році життя від ускладнень, пов'язаних з коронавірусною хворобою COVID-19.

## Титули і досягнення
- Чемпіон Іспанії (6):

«Реал Мадрид»: 1971-1972; 1974-1975; 1975-1976; 1977-1978; 1978-1979; 1979-1980
- Володар Кубка Іспанії (5):

«Реал Мадрид»: 1969-1970; 1973-1974; 1974-1975; 1979-1980; 1981-1982